# Primera División C (Argentina)
A Primera C ou Primera División "C" é a quarta divisão do Campeonato Argentino de Futebol para os clubes diretamente afiliados à Associação do Futebol Argentino (AFA). É uma das duas ligas profissionais que dá forma ao quarto nível do futebol argentino.

## Formato

### Atual (2018–19)
As equipes participantes jogam uma temporada regular (fase de grupos) no sistema de todos contra todos em partidas de ida e volta (turno e returno). O certame contempla com três acessos à Primera B. A equipe que somar mais pontos será declarada campeã e promovida junto com a equipe vice-campeã à terceira divisão argentina. As equipes que terminarem entre a terceira e a décima posição ao final da temporada regular jogarão um torneio "mata-mata" denominado Torneo Reducido cujo vencedor também será promovido. A equipe com a pior pontuação dos "promédios" na tabela agregada será rebaixada para a Primera D.

## Resumo histórico
O torneio se iniciou, com o nome de Tercera División, na temporada de 1935. Na ocasião, ocupava a terceira divisão na pirâmide de competições oficias do futebol argentino, onde ficou até 1949.
Devido à reestruturação proposta pela Associação do Futebol Argentino (AFA) para os campeonatos de acesso em 1950, algumas equipes da Primera División B (segunda divisão) foram rebaixadas para uma renovado campeonato da Segunda División (agora terceira divisão) e criada uma quarta divisão com um campeonato denominado Tercera División.
Entretanto, em 1951 foi disputado um campeonato especial com equipes tanto dos campeonatos da Segunda como da Tercera División. Ao final do certame, o campeão (Tiro Federal) foi promovido para a Primera División B, enquanto que o restante das equipes retornaram para os seus respectivos torneios e reintegrados as suas respectivas divisões.[carece de fontes?]
A partir de 1962, a Segunda División foi renomeada como Primera División C (Primera C), mas ficou conhecida pela denominação informal Segunda División de Ascenso que perdurou até 1973. A partir da temporada de 1986–87, com a nova reestruturação do futebol argentino, que introduziu o campeonato do Torneo Nacional B (nova segunda divisão), a Primera C passou a ocupar a quarta divisão para os clubes diretamente afiliados à AFA, onde se mantêm até os dias de hoje.
Sem continuidade, tem como seus antecessores, os torneios da terceira divisão que foram disputadas no amadorismo, entre eles, o campeonato da Tercera División da AFAP, organizado em 1933 e 1934.[carece de fontes?]

## Campeões

### Terceira divisão do futebol argentino
| Temporada | Campeão                | Vice-campeão             | Terceiro                 |
| --------- | ---------------------- | ------------------------ | ------------------------ |
| 1935      | Progresista            | 25 de Mayo               | Unión de Caseros         |
| 1936      | Sportivo Alsina        | Boulogne                 |                          |
| 1937      | Acassuso               | Los Andes                |                          |
| 1938      | Los Andes              | Sportivo Palermo         | Sportivo Alsina          |
| 1939      | Boulogne               | Nueva Chicago            | Sportivo Alsina          |
| 1940      | Nueva Chicago          | Sportivo Alsina          | Central Argentino        |
| 1941      | Sportivo Alsina        | J. J. Urquiza            | Liniers                  |
| 1942      | Estudiantes (BA)       | Liniers                  | Barracas Central         |
| 1943      | El Porvenir            | Sportivo Alsina          | Barracas Central         |
| 1944      | Barracas Central       | Argentino de Quilmes     | San Telmo                |
| 1945      | Argentino de Quilmes   | Colegiales               | San Telmo                |
| 1946      | All Boys               | Colegiales               | Sportivo Alsina          |
| 1947      | Colegiales             | Barracas Central         | San Telmo                |
| 1948      | Barracas Central       | Acassuso                 | J. J. Urquiza            |
| 1949      | San Telmo              | J. J. Urquiza            | Acassuso                 |
| 1950      | All Boys               | Tiro Federal (R)         | Argentino (R)            |
| 1951      | Tiro Federal (R)       | Central Córdoba (R)      | Argentino (R)            |
| 1952      | Central Córdoba (R)    | Colegiales               | El Porvenir              |
| 1953      | Defensores de Belgrano | Flandria                 | San Telmo                |
| 1954      | El Porvenir            | Colegiales               | Flandria                 |
| 1955      | Colegiales             | Tiro Federal (R)         | Argentino (R)            |
| 1956      | San Telmo              | Los Andes                | Tiro Federal (R)         |
| 1957      | Los Andes              | Defensores de Belgrano   | Barracas Central         |
| 1958      | Defensores de Belgrano | Argentino de Quilmes     | Almirante Brown          |
| 1959      | Deportivo Morón        | Argentino de Quilmes     | Almirante Brown          |
| 1960      | Deportivo Español      | Almirante Brown          | Defensores de Cambaceres |
| 1961      | San Telmo              | Colón                    | Talleres (RdE)           |
| 1962      | Sportivo Italiano      | Villa Dálmine            | Defensores de Belgrano   |
| 1963      | Villa Dálmine          | All Boys                 | Almagro                  |
| 1964      | Arsenal                | Defensores de Cambaceres | Almirante Brown          |
| 1965      | Almirante Brown        | Estudiantes (BA)         | Fénix                    |
| 1966      | Estudiantes (BA)       | General Mitre            | Liniers                  |
| 1967      | não houve              | não houve                | não houve                |
| 1968      | Comunicaciones         | J. J. Urquiza            |                          |
| 1969      | Comunicaciones         | Central Córdoba (R)      | Talleres (RdE)           |
| 1970      | Talleres (RdE)         | Argentino de Quilmes     | Sarmiento (J)            |
| 1971      | Almagro                | Tigre                    | Argentino (R)            |
| 1972      | Defensores de Belgrano | Flandria                 | Sarmiento (J)            |
| 1973      | Central Córdoba (R)    | Dock Sud                 | Excursionistas           |
| 1974      | Sportivo Italiano      | Sarmiento (J)            | Villa Dálmine            |
| 1975      | Villa Dálmine          | El Porvenir              | Argentino de Quilmes     |
| 1976      | Deportivo Armenio      | Argentino de Quilmes     | Excursionistas           |
| 1977      | Sarmiento (J)          | Deportivo Español        | Deportivo Riestra        |
| 1978      | Talleres (RdE)         | Deportivo Morón          | Deportivo Español        |
| 1979      | Deportivo Español      | Deportivo Morón          | Lanús                    |
| 1980      | Deportivo Morón        | Central Córdoba (R)      | Lanús                    |
| 1981      | Lanús                  | Chacarita Juniors        | San Telmo                |
| 1982      | Villa Dálmine          | Defensores Unidos        | San Telmo                |
| 1983      | Argentino (R)          | Almagro                  | Talleres (RdE)           |
| 1984      | San Miguel             | Almagro                  | Colegiales               |
| 1985      | Defensa y Justicia     | Tristán Suárez           | Excursionistas           |
| 1986      | não houve              | não houve                | não houve                |

### Quarta divisão do futebol argentino
| Temporada | Campeão                  | Vice-campeão             | Terceiro                 |
| --------- | ------------------------ | ------------------------ | ------------------------ |
| 1986–87   | Deportivo Laferrere      | San Telmo                | Excursionistas           |
| 1987–88   | Central Córdoba (R)      | Excursionistas           | Colegiales               |
| 1988–89   | Argentino de Quilmes     | Ituzaingó                | Leandro N. Alem          |
| 1989–90   | Berazategui              | Sarmiento (J)            | Defensores de Cambaceres |
| 1990–91   | Defensores de Cambaceres | Comunicaciones           | Luján                    |
| 1991–92   | Defensores de Belgrano   | Argentino de Quilmes     | Dock Sud                 |
| 1992–93   | Colegiales               | Argentino de Quilmes     | Flandria                 |
| 1993–94   | Defensores Unidos        | San Telmo                | Leandro N. Alem          |
| 1994–95   | Temperley                | Tristán Suárez           | Deportivo Paraguayo      |
| 1995–96   | Atlético Campana         | Leandro N. Alem          | General Lamadrid         |
| 1996–97   | Berazategui              | Brown de Adrogué         | Ituzaingó                |
| 1997–98   | Flandria                 | Ituzaingó                | Defensores de Cambaceres |
| 1998–99   | Defensores de Cambaceres | Atlético Campana         | Excursionistas           |
| 1999–00   | Deportivo Merlo          | Dock Sud                 | Ituzaingó                |
| 2000–01   | Ituzaingó                | Deportivo Laferrere      |                          |
| 2001–02   | Deportivo Laferrere      | Colegiales               |                          |
| 2002–03   | Colegiales               | Villa Dálmine            | Argentino (M)            |
| 2003–04   | Argentino de Rosario     | Barracas Central         | Sacachispas              |
| 2004–05   | Comunicaciones           | Colegiales               | Excursionistas           |
| 2005–06   | Deportivo Merlo          | Luján                    | Sportivo Barracas        |
| 2006–07   | Acassuso                 | J. J. Urquiza            | Barracas Central         |
| 2007–08   | Colegiales               | Fénix                    | Deportivo Laferrere      |
| 2008–09   | Villa San Carlos         | Berazategui              | Excursionistas           |
| 2009–10   | Barracas Central         | Excursionistas           | Defensores Unidos        |
| 2010–11   | General Lamadrid         | Argentino de Merlo       | Talleres (RdE)           |
| 2011–12   | Villa Dálmine            | UAI Urquiza              | Defensores de Cambaceres |
| 2012–13   | UAI Urquiza              | Deportivo Laferrere      | Sacachispas              |
| 2013–14   | Sportivo Italiano        | Defensores de Cambaceres | Deportivo Español        |
| 2014      | não houve                | não houve                | não houve                |
| 2015      | San Telmo                | Talleres (RdE)           | Deportivo Laferrere      |
| 2016      | Excursionistas           | Sportivo Italiano        | J. J. Urquiza            |
| 2016–17   | Sacachispas              | Defensores Unidos        | Cañuelas                 |
| 2017–18   | Defensores Unidos        | Central Córdoba (R)      | Argentino de Quilmes     |
| 2018–19   | Argentino de Quilmes     |                          |                          |

### Títulos por equipe
| Equipe                   | Títulos | Temporadas                            |
| ------------------------ | ------- | ------------------------------------- |
| Colegiales               | 5       | 1947, 1955, 1992–93, 2002–03, 2007–08 |
| Defensores de Belgrano   | 4       | 1953, 1958, 1972, 1991–92             |
| San Telmo                | 4       | 1949, 1956, 1961, 2015                |
| Villa Dálmine            | 4       | 1963, 1975, 1982, 2011–12             |
| Argentino de Quilmes     | 3       | 1945, 1988–89, 2018–19                |
| Barracas Central         | 3       | 1944, 1948, 2009–10                   |
| Central Córdoba (R)      | 3       | 1952, 1973, 1987–88                   |
| Comunicaciones           | 3       | 1968, 1969, 2004–05                   |
| Sportivo Italiano        | 3       | 1962, 1974, 2013–14                   |
| Acassuso                 | 2       | 1937, 2006–07                         |
| Los Andes                | 2       | 1938, 1957                            |
| Estudiantes (BA)         | 2       | 1942, 1966                            |
| El Porvenir              | 2       | 1943, 1954                            |
| All Boys                 | 2       | 1946, 1950                            |
| Deportivo Morón          | 2       | 1959, 1980                            |
| Deportivo Español        | 2       | 1960, 1979                            |
| Talleres (RdE)           | 2       | 1970, 1978                            |
| Argentino (R)            | 2       | 1983, 2003–04                         |
| Deportivo Laferrere      | 2       | 1986–87, 2001–02                      |
| Berazategui              | 2       | 1989–90, 1996–97                      |
| Defensores de Cambaceres | 2       | 1990–91, 1998–99                      |
| Defensores Unidos        | 2       | 1993–94, 2017–18                      |
| Deportivo Merlo          | 2       | 1999–00, 2005–06                      |
| Progresista              | 1       | 1935                                  |
| Boulogne                 | 1       | 1939                                  |
| Nueva Chicago            | 1       | 1940                                  |
| Sportivo Alsina          | 1       | 1941                                  |
| Tiro Federal (R)         | 1       | 1951                                  |
| Arsenal                  | 1       | 1964                                  |
| Almirante Brown          | 1       | 1965                                  |
| Almagro                  | 1       | 1971                                  |
| Deportivo Armenio        | 1       | 1976                                  |
| Sarmiento (J)            | 1       | 1977                                  |
| Lanús                    | 1       | 1981                                  |
| San Miguel               | 1       | 1984                                  |
| Defensa y Justicia       | 1       | 1985                                  |
| Temperley                | 1       | 1994–95                               |
| Ituzaingó                | 1       | 2000–01                               |
| Villa San Carlos         | 1       | 2008–09                               |
| General Lamadrid         | 1       | 2010–11                               |
| UAI Urquiza              | 1       | 2012–13                               |
| Excursionistas           | 1       | 2016                                  |
| Sacachispas              | 1       | 2016–17                               |